# Mantella
A Mantella a kétéltűek (Amphibia) osztályába, a békák (Anura) rendjébe és az aranybékafélék (Mantellidae) családba tartozó Mantellinae alcsalád neme.

## Elterjedése
Az nembe tartozó fajok Madagaszkár endemikus fajai.

## Rendszerezésük
A nembe a következő fajok tartoznak:
- Aranybékácska (Mantella aurantiaca) Mocquard, 1900
- Mantella baroni Boulenger, 1888
- Mantella bernhardi Vences, Glaw, Peyrieras, Böhme & Busse, 1994
- Mantella betsileo (Grandidier, 1872)
- Mantella cowanii Boulenger, 1882
- Mantella crocea Pintak & Böhme, 1990
- Mantella ebenaui (Boettger, 1880)
- Mantella expectata Busse & Böhme, 1992
- Mantella haraldmeieri Busse, 1981
- Mantella laevigata Methuen & Hewitt, 1913
- Mantella madagascariensis (Grandidier, 1872)
- Mantella manery Vences, Glaw, & Böhme, 1999
- Mantella milotympanum Staniszewski, 1996
- Mantella nigricans Guibé, 1978
- Mantella pulchra Parker, 1925
- Zöld fogatlanbéka (Mantella viridis ) Pintak & Böhme, 1988